# روبيدوكس
روبيدوكس (بالإنجليزية: Rubidoux, California)‏ هي مدينة تقع في مقاطعة ريفيرسايد، كاليفورنيا بولاية كاليفورنيا في الولايات المتحدة. تبلغ مساحة هذه المدينة 25.757 (كم²)، وترتفع عن سطح البحر 236 م، بلغ عدد سكانها 34280 نسمة في عام 2010 حسب إحصاء مكتب تعداد الولايات المتحدة .

## التركيبة السكانية
حدّد مكتب تعداد الولايات المتحدة بيانات التركيبة السكانية لروبيدوكس في تعداد الولايات المتحدة. في ما يلي، التركيبة السكانية حسب تعدادي 2000 و2010.

### تعداد عام 2000
بلغ عدد سكان روبيدوكس 29,180 نسمة بحسب تعداد عام 2000، وبلغ عدد الأسر 7,991 أسرة وعدد العائلات 6,465 عائلة مقيمة في المنطقة السكنية. في حين سجلت الكثافة السكانية 1,132.9 نسمة لكل كيلومتر مربع (2,934.2/ميل2). وبلغ عدد الوحدات السكنية 8,497 وحدة بمتوسط كثافة قدره 329.9 لكل كيلومتر مربع (854.4/ميل2).
وتوزع التركيب العرقي للمنطقة السكنية بنسبة 51.77% من البيض و7.32% من الأمريكيين الأفارقة و1.43% من الأمريكيين الأصليين و2.24% من الأمريكيين ذوي الأصول الآسيوية و0.29% من سكان جزر المحيط الهادئ و32.02% من الأعراق الأخرى و4.93% من عرقين مختلطين أو أكثر و54.29% من الهسبانيون أو اللاتينيون من أي عرق.
بلغ عدد الأسر 7,991 أسرة كانت نسبة 55.4% منها لديها أطفال تحت سن الثامنة عشر تعيش معهم، وبلغت نسبة الأزواج القاطنين مع بعضهم البعض 56.6% من أصل المجموع الكلي للأسر، ونسبة 16.9% من الأسر كان لديها معيلات من الإناث دون وجود شريك، بينما كانت نسبة 7.5% من الأسر لديها معيلون من الذكور دون وجود شريكة وكانت نسبة 19.1% من غير العائلات. تألفت نسبة 14.4% من أصل جميع الأسر من عدة أفراد يعيشون في نفس المنزل ونسبة 5.2% كانت تتألف من شخص يعيش بمفرده يبلغ من العمر 65 عاماً أو أكثر. وبلغ متوسط حجم الأسرة المعيشية 3.60، أما متوسط حجم العائلات فبلغ 3.94.
بلغ العمر الوسطي للسكان 27.9 عاماً. وكانت نسبة 35.7% من القاطنين تحت سن الثامنة عشر، وكانت نسبة 10.2% بين الثامنة عشر والرابعة والعشرين عاماً، ونسبة 29.2% كانت واقعةً في الفئة العمرية ما بين الخامسة والعشرين والرابعة والأربعين عاماً، ونسبة 17% كانت ما بين الخامسة والأربعين والرابعة والستين، ونسبة 6.5% كانت ضمن فئة الخامسة والستين عاماً فما فوق. يوجد لكل 100 أنثى 100.8 ذكر، ويوجد لكل 100 أنثى في الثامنة عشر من عمرها فما فوق 98.7 ذكر.
بلغ متوسط دخل الأسرة في المنطقة السكنية 38,731 دولارًا، أما متوسط دخل العائلة فبلغ 40,019 دولارًا. وكان متوسط دخل الذكور 32,252 دولارًا مقابل 23,287 دولارًا للإناث. وسجل دخل الفرد الخاص بالمنطقة السكنية 13,912 دولارًا. وكانت نسبة 17.2% من العائلات ونسبة 20.8% من السكان تحت خط الفقر، وكان من هؤلاء نسبة 28.7% تحت سن الثامنة عشر ونسبة 8.8% في الخامسة والستين من العمر وما فوق.

### تعداد عام 2010
بلغ عدد سكان روبيدوكس 34,280 نسمة بحسب تعداد عام 2010، وبلغ عدد الأسر 8,931 أسرة وعدد العائلات 7,264 عائلة مقيمة في المنطقة السكنية. في حين سجلت الكثافة السكانية 1,330.9 نسمة لكل كيلومتر مربع (3,447.0/ميل2). وبلغ عدد الوحدات السكنية 9,518 وحدة بمتوسط كثافة قدره 369.5 لكل كيلومتر مربع (957.0/ميل2).
وتوزع التركيب العرقي للمنطقة السكنية بنسبة 49.40% من البيض و5.40% من الأمريكيين الأفارقة و1.14% من الأمريكيين الأصليين و2.49% من الأمريكيين ذوي الأصول الآسيوية و0.40% من سكان جزر المحيط الهادئ و36.37% من الأعراق الأخرى و4.80% من عرقين مختلطين أو أكثر و68.03% من الهسبانيون أو اللاتينيون من أي عرق.
بلغ عدد الأسر 8,931 أسرة كانت نسبة 53% منها لديها أطفال تحت سن الثامنة عشر تعيش معهم، وبلغت نسبة الأزواج القاطنين مع بعضهم البعض 56.5% من أصل المجموع الكلي للأسر، ونسبة 16.3% من الأسر كان لديها معيلات من الإناث دون وجود شريك، بينما كانت نسبة 8.5% من الأسر لديها معيلون من الذكور دون وجود شريكة وكانت نسبة 18.7% من غير العائلات. تألفت نسبة 14.1% من أصل جميع الأسر من عدة أفراد يعيشون في نفس المنزل ونسبة 5.3% كانت تتألف من شخص يعيش بمفرده يبلغ من العمر 65 عاماً أو أكثر. وبلغ متوسط حجم الأسرة المعيشية 3.80، أما متوسط حجم العائلات فبلغ 4.13.
بلغ العمر الوسطي للسكان 29.2 عاماً. وكانت نسبة 32.1% من القاطنين تحت سن الثامنة عشر، وكانت نسبة 11.8% بين الثامنة عشر والرابعة والعشرين عاماً، ونسبة 27.1% كانت واقعةً في الفئة العمرية ما بين الخامسة والعشرين والرابعة والأربعين عاماً، ونسبة 21.5% كانت ما بين الخامسة والأربعين والرابعة والستين، ونسبة 7.5% كانت ضمن فئة الخامسة والستين عاماً فما فوق. وتوزع التركيب الجنسي للسكان بنسبة 50.1% ذكور و49.9% إناث.